# Sharon Horgan
Sharon Horgan, född 13 juli 1970 i London, är en irländsk skådespelare, komiker, manusförfattare och producent. 
Hon har skapat flera TV-serier som hon även medverkat i som skådespelare: Pulling (2006–2009), Catastrophe (2015–2019) och Bad Sisters (2022– ). Hon har även skapat TV-serierna Divorce (2016–2019), Motherland (2016–2022) och Shining Vale (2022–2023). Hennes serier kretsar ofta kring realistisk romantik kantad med svart humor.

## Biografi
Horgan föddes i London men växte upp på en kalkonfarm på Irland.
Hon slog igenom med singelserien Pulling 2006, som hon skrev för BBC tillsammans med Dennis Kelly. Tillsammans med Rob Delaney skapade hon 2015 kritikerrosade Catastrophe. Tillsammans spelar de ett amerikansk-irländskt par som blir oväntat gravida efter en kort bekantskap och sedan försöker hålla ihop sin skakiga relation. Horgan gjorde amerikansk TV-debut med den svarta komedin Divorce (2016) på HBO Nordic där Sarah Jessica Parker och Thomas Haden Church spelar ett par bosatt utanför New York som går igenom en plågsam skilsmässa.

## Filmografi i urval
- 2005 – Valiant och de fjäderlätta hjältarna (röst)
- 2005 – Imagine Me & You
- 2006–2009 – Pulling (TV-serie) (skådespelare, manusförfattare, producent)
- 2015–2019 – Catastrophe (TV-serie) (skådespelare, manusförfattare, producent)
- 2016–2019 – Divorce (TV-serie) (manusförfattare och producent)
- 2016–2022 – Motherland (TV-serie) (manusförfattare och producent)
- 2018–2023 – Disenchantment (TV-serie)
- 2019 – Sångklubben
- 2022–2023 – Shining Vale (TV-serie) (manusförfattare och producent)
- 2022–2024 – Bad Sisters (TV-serie) (skådespelare, manusförfattare, producent)
- 2023 – Rallygänget – De snabba & de tuffa (TV-serie) (röst)
- 2024 – Mr. & Mrs. Smith (TV-serie)